# Světový den bez tabáku
Světový den bez tabáku je každoročně vyhlášen 31. května. Členské státy Světové zdravotnické organizace vytvořily světový den bez tabáku v roce 1987. Upíná pozornost na celosvětovou tabákovou epidemii a dává důraz na prevenci před tabákovým kouřem, který způsobuje onemocnění a smrt. Míří ke snížení 5,4 milionu mrtvých ročně celosvětově z problémů v důsledku užívání tabáku, ať již formou přímého, či pasivního kouření.

## Historie
- V roce 1987 valné shromáždění Světové zdravotnické organizace projednalo rezoluci WHA40.38, která požaduje, aby 7. dubna 1988 byl „světový den bez kouření.“
- Relozuce WHA42.19 z roku 1988 schválila udělení Světového dne bez tabáku, který se koná každoročně 31. května.
- 31. května 2006 vešel v platnost zákaz kouření v Ontariu a Québecu.